# Jaume Torrent (automobilista)
Jaume Torrent   (Barcelona, 1953) és un antic pilot d'automobilisme català. Membre de l'Escuderia Desvern i primer pilot de l'equip Humet, es proclamà campió d'Espanya de kàrting el 1973 al volant d'un kart amb motor MTK Arisco. També guanyà el Campionat de Catalunya el mateix any, amb sengles victòries al premi Ciutat de Granollers i al circuit de Les Mallorquines. Guanyà les 6 Hores Internacionals de Barcelona de karts el 1974 amb Andrés Vidal.